# Geosynoptyka
Geosynoptyka – dyscyplina naukowa zajmująca się porównawczym i kompleksowym gromadzeniem oraz przetwarzaniem wyników badań z różnych dziedzin nauk o Ziemi.

## Cele
Celem geosynoptyków jest możliwie wszechstronne poznanie budowy geologicznej i udzielenie odpowiedzi porządkujących, prognostycznych związanych z budową geologiczną i jej relacjami z środowiskiem naturalnym.

## Metody wykorzystywane w pracy badawczej
Wykorzystuje głównie metody polegające na kompleksowej analizie różnego rodzaju zapisów kartograficznych związanych z budowa Ziemi (np. map geologicznych, geofizycznych, paleogeograficznych, itp.). 
Oprócz tradycyjnych metod badawczych wykorzystuje techniki GIS. 
Opiera się o dane nadające się do ilościowych porównań i zestawień kartograficznych. Wykorzystuje system zapisu cyfrowego i przetwarzania numerycznego danych geologicznych, geofizycznych i innych (w tym geośrodowiskowych).